# وندی پست
وندی پست (انگلیسی: Wendy S. Post) پزشک قلب و عروق است. وندی سوزان پست یک متخصص قلب آمریکایی است. او مدیر تحقیقات قلب و عروق برای بخش قلب و عروق و مدیر تحقیقات برای برنامه آموزشی فلوشیپ قلب و عروق هاپکینز است.

## سنین جوانی و تحصیل
وندی پست در نیویورک متولد شد. مادرش پائولا، کارشناس فناوری اطلاعات و مدیر اجرایی عملیات بود. و پدرش، آرتور اس. پست، دندانپزشک بود. او قبل از اخذ مدرک پزشکی از دانشگاه کلمبیا با مدرک لیسانس زیست‌شناسی و کارشناسی ارشد در بهداشت عمومی از دانشگاه هاروارد فارغ‌التحصیل شد. پست در حین تکمیل آموزش پزشکی در دانشگاه جانز هاپکینز، با راجر بلومنتال ازدواج کرد.

## حرفه
تحقیقات انجام شده توسط پست در سال ۱۹۹۹ در مورد اثرات استروژن در پیشگیری از بیماری قلبی در زنان یائسه منتشر شد.
پست به عنوان عضو هیئت علمی در مرکز ولچ برای پیشگیری، اپیدمیولوژی و تحقیقات بالینی در دانشگاه جانز هاپکینز (JHU) منصوب شد. در ژوئن ۲۰۱۳، پست به مرتبه استاد کامل منصوب شد و او اولین مطالعه بزرگ مقیاس ژنومی را برای کشف پیوند ژنتیکی با کلسیفیکاسیون دریچه آئورت رهبری کرد. مطالعه ای که او رهبری کرد کشف کرد که سطوح لیپوپروتئین و انواع ژنتیکی رایج در LPA منجر به کلسیفیکاسیون دریچه آئورت و تنگی آئورت می‌شود. سال بعد، او وجود و میزان پلاک عروقی را در شریان‌های بیش از ۱۰۰۰ مرد مورد مطالعه قرار داد تا ارتباط بین عفونت HIV و بیماری عروق کرونر را نشان دهد. پست همچنین به عنوان محقق اصلی مرکز هاپکینز فیلد برای مطالعات چند قومیتی آترواسکلروز (MESA) ادامه به کار داد و به عضویت انجمن آمریکایی تحقیقات بالینی انتخاب شد.
در سال ۲۰۱۷، پست برای پیوستن به گروه افتتاحیه برنامه رهبری اجرایی مری الیزابت گرت برای دانشکده زنان انتخاب شد. همچنین سال بعد، او به عنوان مدیر تحقیقات قلب و عروق برای کل بخش قلب در دانشگاه جانز هاپکینز انتخاب شد.

## تحقیقات
دکتر وندی پست استاد پزشکی در دانشکده پزشکی دانشگاه جان هاپکینز است و یک انتصاب مشترک به عنوان استاد اپیدمیولوژی در دانشکده بهداشت عمومی جان هاپکینز بلومبرگ دارد. دکتر پست یک متخصص قلب در مرکز جانز هاپکینز سیکارون برای پیشگیری از بیماری‌های قلبی عروقی و آزمایشگاه اکوکاردیوگرافی است و دانشیار مرکز پیشگیری، اپیدمیولوژی و تحقیقات بالینی ولچ در دانشگاه جان هاپکینز است. او مدیر تحقیقات قلب و عروق برای بخش قلب و عروق و مدیر تحقیقات برای برنامه آموزشی فلوشیپ قلب و عروق هاپکینز است. علاقه‌مندی‌های تحقیقاتی وی شامل اپیدمیولوژی قلبی عروقی و ژنتیکی، تصویربرداری تحت بالینی آترواسکلروز، پیش‌بینی و پیشگیری از بیماری عروق کرونر قلب و مرگ ناگهانی قلبی، و بیماری‌های قلبی عروقی در ایدز است.
علایق تحقیقاتی دکتر پست شامل پیش‌بینی و پیشگیری از بیماری عروق کرونر قلب و مرگ ناگهانی قلبی، تصویربرداری غیرتهاجمی از تصلب شرایین تحت بالینی، ژنتیک بیماری‌های قلبی عروقی، مکانیسم‌های تفاوت‌های جنسیتی در نارسایی قلبی، و بیماری‌های قلبی عروقی در ایدز است. او محقق اصلی مرکز صحرایی هاپکینز برای مطالعه چند قومیتی آترواسکلروز (MESA) با بودجه مؤسسه ملی بهداشت و مطالعه فرعی بیماری‌های قلبی عروقی (MACS) است. در حال حاضر، دکتر پست مدیر پروژه و محقق اصلی برای دو کمک هزینه R01 از NHLBI برای بررسی بیماری قلبی عروقی در ایدز است.
از مقالات او می‌توان به «استفاده از سونوگرافی کاروتید برای شناسایی بیماری عروق تحت بالینی و ارزیابی خطر بیماری قلبی عروقی: بیانیه اجماع از انجمن آمریکایی اکوکاردیوگرافی کاروتید» و «ارتباط ژنتیکی با کلسیفیکاسیون دریچه و تنگی آئورت» اشاره کرد.